# Außenhandel der deutschen Ernährungswirtschaft
Der Außenhandel der deutschen Ernährungswirtschaft bezeichnet den Austausch von Agrar- und Ernährungsgütern (Rohstoffe und Fertigerzeugnisse) von Unternehmen in Deutschland mit Unternehmen im Ausland.
Der Deutsche Agrarexport bezeichnet die Ausfuhr von Gütern der Agrar- und Ernährungswirtschaft aus der Bundesrepublik Deutschland durch (landwirtschaftliche) Unternehmen.
Die Agrarexporte aus Deutschland betrugen im Jahr 2012 insgesamt 60,1 Milliarden Euro. Im ersten Quartal 2013 stiegen die Agrarexport um 7,3 Prozent im Vergleich zum ersten Halbjahr 2012 auf insgesamt 31 Milliarden Euro. Ausgeführtes Fleisch und Fleischerzeugnisse machten insgesamt 4,4 Milliarden Euro aus, was einer Steigerung von zwei Prozent entspricht. Etwa 80 Prozent der Exporte gingen in Länder des gemeinsamen EU-Binnenmakts. Der Export in Drittländer verändert sich dynamisch – es werden mehr Güter exportiert.
Deutschland erzielt seit 2007 einen Exportüberschuss von tierischen Nahrungsmitteln wie Milch, Fleisch und Fleischerzeugnisse. Das Statistische Bundesamt listet auch, wie viele lebende Tiere nach Deutschland ein- und ausgeführt werden. (Siehe auch: grenzüberschreitende Lebendtransporte in Deutschland)